# Huitzilac (kommun)
Huitzilac är en kommun i Mexiko.   Den ligger i delstaten Morelos, i den sydöstra delen av landet, 50 km söder om huvudstaden Mexico City. Antalet invånare är 17 340. Arean är 201 kvadratkilometer.
Terrängen i Huitzilac är kuperad åt sydost, men åt nordväst är den bergig.
Följande samhällen finns i Huitzilac:
- Tres Marías
- Huitzilac
- Real Montecassino
- Fraccionamiento Sierra Encantada
- Tetecuintla
- María Candelaria
- Cuacometla
- Monte Cristo
- San José de la Montaña
- Monte Bello
- Tepextitla
- Villa Suiza
- Tlacotepec
- Fraccionamiento Atlixtac
- Los Olivos
- Barrio Gualupita
- San Martín Ajahuayo